# Gnosall
Gnosall – wieś w Anglii, w hrabstwie Staffordshire. Leży 10 km na zachód od miasta Stafford i 203 km na północny zachód od Londynu.